# 橙縣 (佛羅里達州)
橙縣（英語：Orange County）是位於美国佛罗里达州中部的一個縣，面積2,601平方公里。根據美国人口普查局2020年的統計，共有人口142萬9,908人。縣治奧蘭多。該縣成立於1824年12月29日，當時名為莫斯基托縣（Mosquito County）。1845年更名，縣名來自當時的主要農作物—橙（現在由於房地产開發導致果園消失，但當地仍然存有包裝及批發中心）。